# Marie-Nathalie de Verneuil
Marie-Nathalie de Verneuil, née en 1773 à La Chanterie près d’Alençon, morte en 1799, est un personnage de La Comédie humaine, précisément des Chouans d’Honoré de Balzac.
Fille naturelle du duc Victor-Amédée de Verneuil et de Blanche de Casteran qui deviendra religieuse, « elle est élevée on ne sait où ». Le duc de Verneuil, son père, finit par la reconnaître et lui lègue une grande partie de sa fortune aux dépens de son fils légitime, frère de Marie-Nathalie, le duc Gaspard de Verneuil, qui intente un procès à sa sœur pour récupérer son héritage après la mort de leur père. Dépouillée, elle est recueillie par le vieux duc de Lenoncourt qui, après avoir laissé entendre qu'elle était sa maîtresse, l’abandonne au moment de la Terreur. Elle épouse alors Danton, mais elle est réduite à la misère à la mort de son époux huit jours plus tard, et elle entre dans la police d’une manière mal définie.
Envoyée pour capturer Montauran, un chef chouan, elle commence par le séduire, puis elle hésite à le trahir. Elle le sauve d’abord en montrant son ordre de mission au maréchal Hulot. Madame du Gua, qui la hait, la trahit auprès de Pille-Miche, un des chefs chouans. Cette femme, fanatique et très jalouse de Marie-Nathalie, essaie même de la tuer par deux fois ; puis elle réussit à la brouiller avec Montauran, dit « le Gars ». Mais Marie parvient à échapper à madame du Gua en se réfugiant dans une ferme, chez Galope-Chopine, qui l’emmène à un bal. Là, Marie reconquiert le beau marquis de Montauran et leur mariage à Fougères est décidé. Mais, trompée par un faux message de Corentin, et très jalouse de Montauran auquel le message prête une liaison, elle fait prendre au maréchal Hulot toutes les dispositions pour le perdre. Elle comprend trop tard qu’elle a été jouée par Corentin. Elle meurt aux côtés de Montauran six heures après leur mariage, au matin suivant leur nuit de noces.
Marie de Verneuil est également un personnage du livre Austerlitz, de W. G. Sebald. Le personnage est une référence à la Marie de Verneuil de Balzac, rendant présent l'ouvrage de Balzac dans celui de Sebald.
Au cinéma, Marie de Verneuil est également un des principaux personnages du film : 1947 : Les Chouans d'Henri Calef. Avec Jean Marais (le marquis de Montauran), Marcel Herrand (Corentin), Pierre Dux, Madeleine Lebeau (Marie-Nathalie de Verneuil), Louis Seigner (l'abbé Gudin).